# Enhällighet
Enhällighet föreligger då ingen i en församling formellt motsätter sig ett förslag. Inom många föreningar och organisationer krävs enhällighet för vissa typer av beslut. I situationer där enhällighet krävs kan alla ingående individer sägas ha vetorätt. En församling utan formella regler kan anses vara enhällig om ingen klart motsätter sig beslutet.
Ett beslut kan anses ha varit enhälligt, då förslaget inte gick till omröstning eftersom inget understött motförslag förelåg och ingen anmälde avvikande mening. Att ett beslut fattats enhälligt behöver alltså inte betyda att det uttryckligen stötts av alla närvarande eller ens av en majoritet av de närvarande.